# تأريخ اليورانيوم - الثوريوم

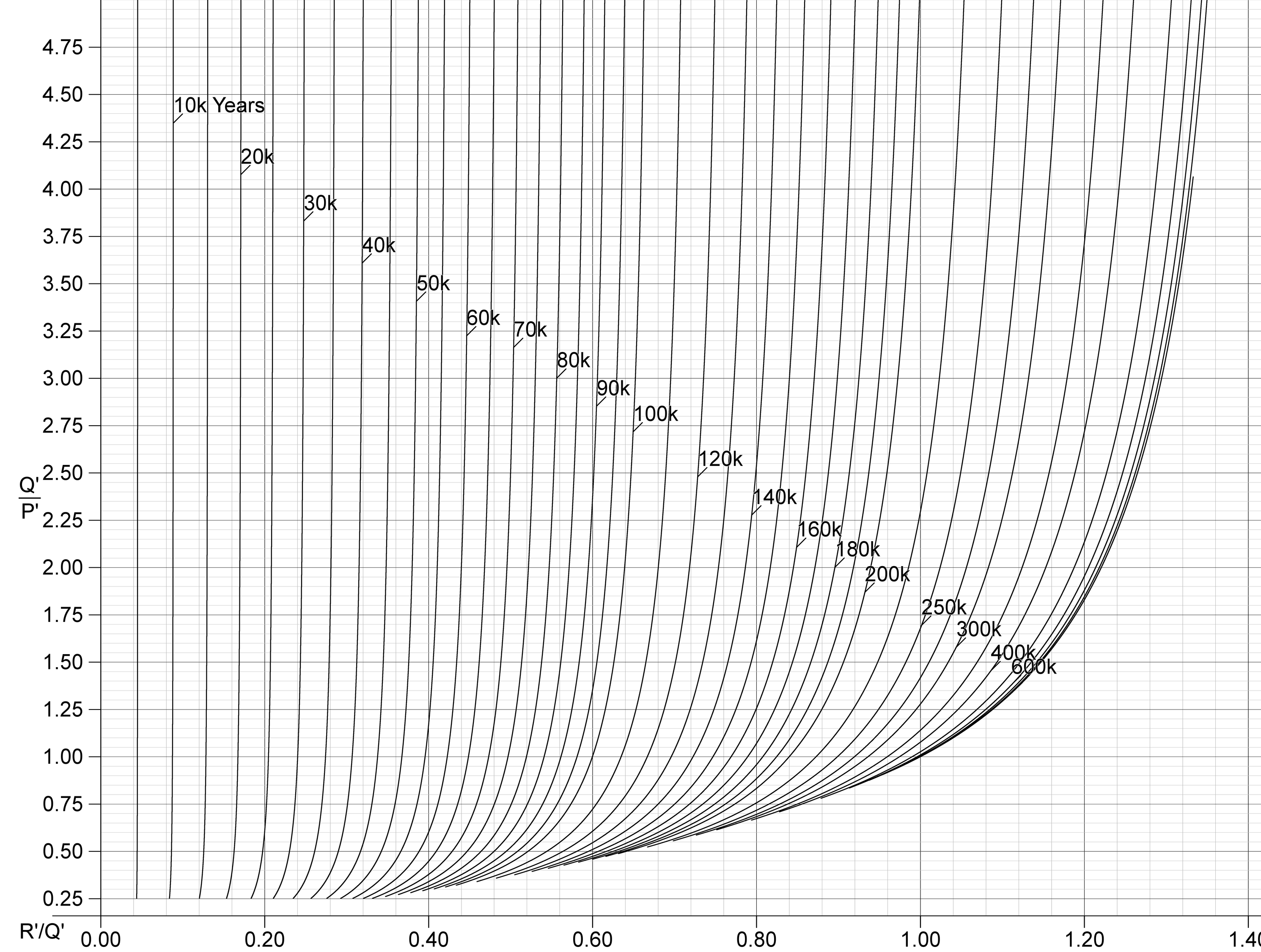

تأريخ اليورانيوم - الثوريوم (ويُطلق عليه أيضًا تأريخ الثوريوم -230 ، أو تأريخ سلسلة اليورانيوم ) ، هي طريقة للتأريخ الإشعاعي تم تطويرها في الستينيات من القرن الماضي ولا زالت مستخدمة منذ السبعينيات لتحديد عمر المواد التي تحتوي على كربونات الكالسيوم مثل الرواسب المتكونة في الكهوف (speleothem) أو حتى في الكائنات الحية مثل المرجان. على عكس تقنيات التأريخ الإشعاعي الأخرى شائعة الاستخدام مثل التأريخ بالروبيديوم والسترونتيوم أو اليورانيوم والرصاص ، فإن تقنية اليورانيوم - الثوريوم لا تقيس تراكم المنتج النهائي ثابت الاضمحلال. وبدلاً من ذلك ، فإن هذه الطريقة تحسب عمر العينة من الوقت الذي تم فيها استعادة التوازن بين النظير المشع الثوريوم -230 والنظير المشع اليورانيوم -234 داخل العينة.